# Relaciones Líbano-México
Las naciones de Líbano y México establecieron relaciones diplomáticas en 1945. Ambas naciones son miembros del G24 y las Naciones Unidas.

## Historia

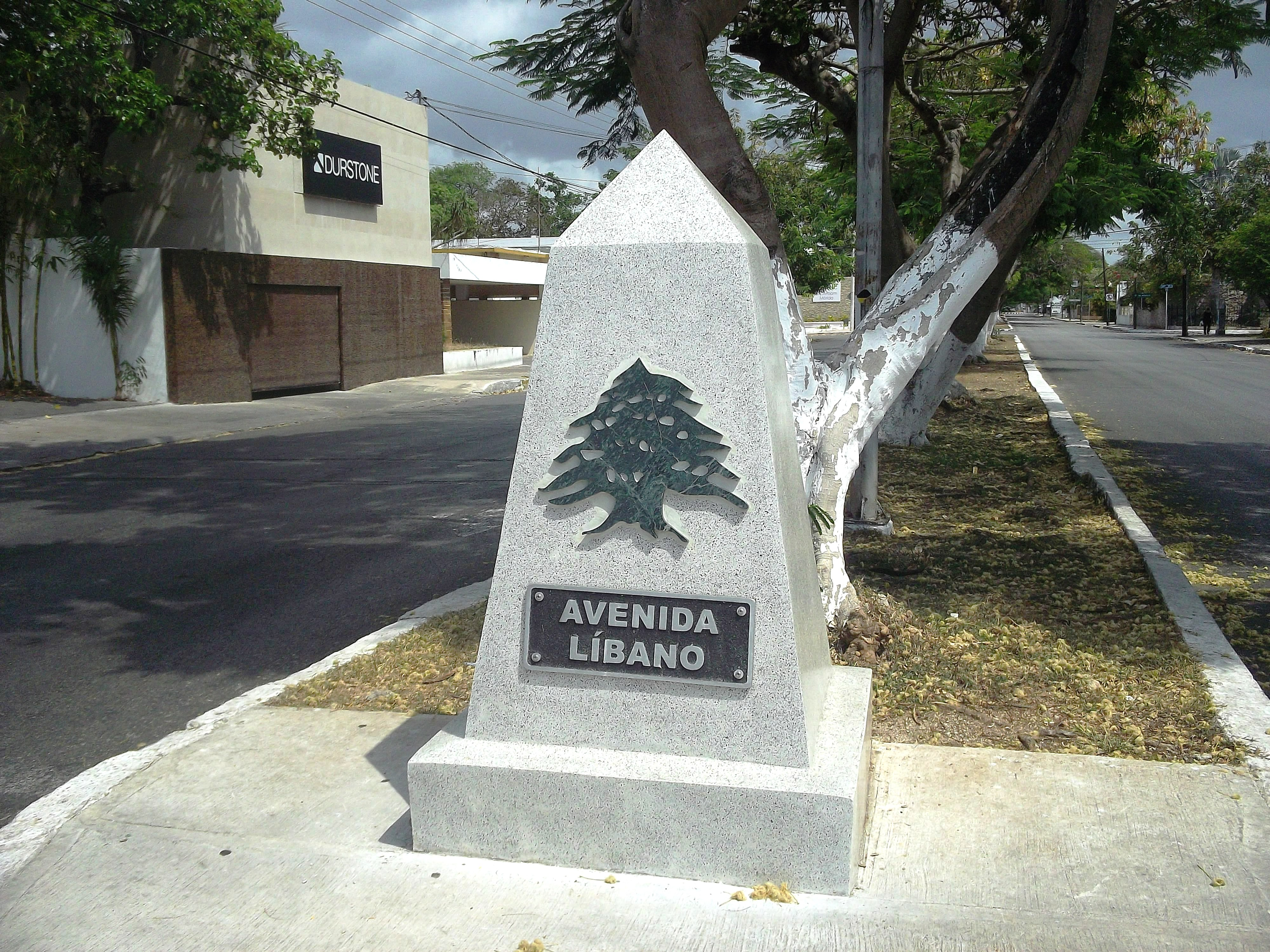
Avenida Líbano en Mérida, Yucatán

Las relaciones entre Líbano y México se extienden aún más antes de su establecimiento oficial de relaciones diplomáticas. Desde 1878, miles de emigrantes libaneses (principalmente cristianos maronitas) abandonaron sus hogares, que durante ese tiempo estaban bajo ocupación del Imperio otomano, y más tarde seguido por el Imperio colonial francés; emigraron a México. Hoy en día, más de 700.000 personas en México son de origen libanés.
Después de obtener la independencia de Francia en 1943, Líbano y México establecieron relaciones diplomáticas el 12 de junio de 1945. En 1947, se establecieron misiones diplomáticas en las respectivas capitales y se nombraron embajadores. En 1975, Líbano sufrió una guerra civil y por razones de seguridad, la embajada de México en Beirut se cerró en junio de 1982, sin embargo, la embajada fue reabierta en 1996. Desde entonces, México ha mantenido una embajada en el Líbano a lo largo de los diversos brotes violentos en el Líbano y durante los ataques israelíes en el país.
En 2000, la secretaria de Relaciones Exteriores de México Rosario Green se convirtió en la primera funcionaria mexicana de más alto rango en visitar el Líbano. Durante su visita, la secretaria Green se reunió con el presidente libanés Émile Lahoud. En septiembre de 2010, el presidente libanés, Michel Sleiman, se convirtió en el primer jefe de Estado libanés en visitar México y se reunió con el presidente mexicano Felipe Calderón.
En febrero de 2015, el ministro de Asuntos Exteriores libanés, Gebran Bassil, llegó a México para discutir las festividades por la celebración del 70 aniversario de las relaciones diplomáticas entre ambas naciones. En mayo de ese mismo año, el secretario de Relaciones Exteriores de México, José Antonio Meade, realizó una visita oficial al Líbano.
En septiembre de 2015, México proporciono expertos militares y dos soldados asignados a la Fuerza Provisional de las Naciones Unidas para el Líbano, con sede en el sur del Líbano, y mantuvo 30 personal en el país. En noviembre de 2015, el patriarca de la Iglesia católica maronita, Béchara Boutros Raï visitó México y se reunió con el presidente mexicano Enrique Peña Nieto.
En noviembre de 2017, el ministro de Relaciones Exteriores libanés, Gebran Bassil, realizó una visita a México para asistir a la Conferencia de la Diáspora Libanesa para América Latina y el Caribe, celebrado en Cancún.
En 2020, ambas naciones celebraron 75 años de relaciones diplomáticas. Para celebrar la ocasión, el Museo Nacional de Beirut se iluminó con los colores de la bandera mexicana.

## Visitas de alto nivel
Visitas de alto nivel del Líbano a México
- Presidente Michel Sleiman (2010)
- Ministro de Relaciones Exteriores Ali Al Shami (2010)
- Ministro de Relaciones Exteriores Gebran Bassil (2015, 2017)

Visitas de alto nivel de México al Líbano
- Secretaria de Relaciones Exteriores Rosario Green  (2000)
- Subsecretaria de Relaciones Exteriores Lourdes Aranda (2010)
- Secretario de Relaciones Exteriores José Antonio Meade (2015)

## Relaciones bilaterales
Ambas naciones han firmado varios acuerdos bilaterales como un Memorando de Entendimiento Cooperación y Consultas entre la Secretaría de Relaciones Exteriores de México y el Ministerio de Relaciones Exteriores del Líbano (2000); Acuerdo de Cooperación Científica y Técnica (2000); Acuerdo de Cooperación Educativa y Cultural (2000); y un Memorando de Entendimiento y Cooperación entre la Secretaría de Turismo de México y el Ministerio de Turismo de Líbano (2008).

## Comercio
En 2023, el comercio total ascendió a $23 millones de dólares. Las principales exportaciones de Líbano a México incluyen: teléfonos y teléfonos móviles, instrumentos médicos, productos químicos, plástico, vino y otras bebidas alcohólicas, aceite de oliva, y jengibre. Las principales exportaciones de México a Líbano incluyen: automóviles y otros vehículos, partes y accesorios para vehículos de motor, neumáticos de caucho, teléfonos y teléfonos móviles, vidrio, alcohol, frutas y nueces, verduras, y pimienta.

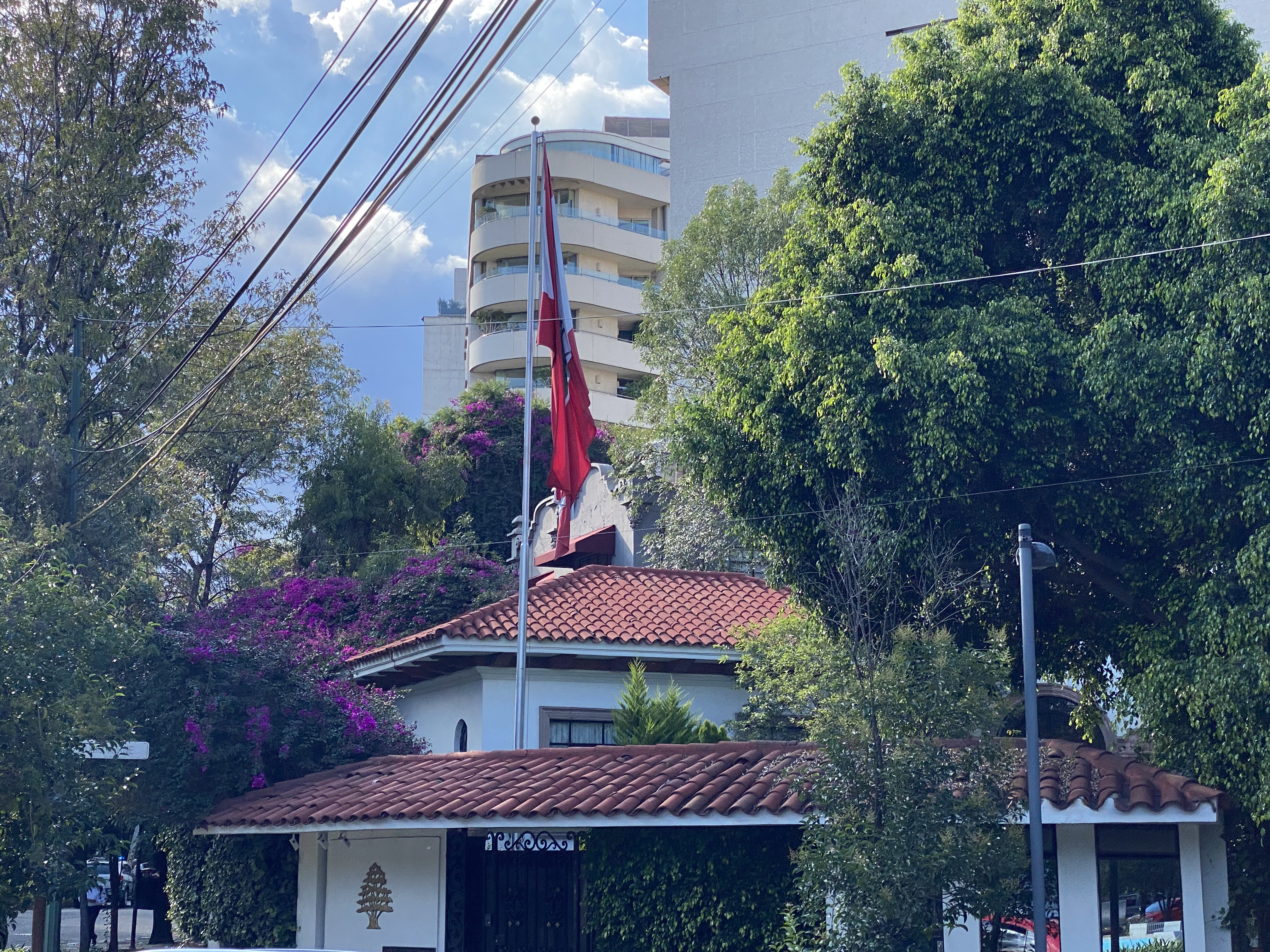
Embajada de Líbano en la Ciudad de México

## Misiones diplomáticas residentes
- Líbano tiene una embajada en la Ciudad de México.[14]
- México tiene una embajada en Beirut.[15]